# Murray Dickie
Murray Dickie (ur. 3 kwietnia 1924 w Bishopton, zm. 19 czerwca 1995 w Kapsztadzie) – szkocki śpiewak operowy, tenor.

## Życiorys
Kształcił się u Dino Borgiolego w Londynie, Stefana Pollmanna w Wiedniu i Guido Farinellego w Mediolanie. Zadebiutował jako śpiewak w 1947 roku rolą Hrabiego Almavivy w Cyruliku sewilskim na dekach Cambridge Theatre w Londynie, z którym związany był do 1949 roku. W latach 1949–1952 związany był z londyńskim Covent Garden Theatre, następnie dołączył do zespołu Opery Wiedeńskiej. Występował na festiwalu operowym w Glyndebourne i festiwalu w Salzburgu. W 1962 roku rolą Dawida w Śpiewakach norymberskich debiutował na scenie nowojorskiej Metropolitan Opera.
Zasłynął przede wszystkim w partiach buffo, jego popisową rolą był Pedrillo w Uprowadzeniu z seraju. Oficer Orderu Imperium Brytyjskiego (1976).